# Sigrid et les Mondes perdus
Pour les articles homonymes, voir Le Monde perdu.
Sigrid et les Mondes perdus est une série de littérature de jeunesse créée par Serge Brussolo.

## Résumé

### Tome 1:L'Œil de la pieuvre
Depuis dix ans trois adolescents sont prisonniers d'un immense sous-marin naviguant dans les océans d'une planète appelée Almoah. À bord, l’équipage ignore cette longue mission. L'eau de cet océan est empoisonnée et s'ils tombent à l'eau, ils se métamorphoseront en poissons.
Sigrid, bien qu’âgée d’une vingtaine d’années, a l'apparence d’une petite fille. Recrutée dans un orphelinat comme d’autres marins, on lui a promis une formation et une carrière rapide qui ne sont jamais venues. Lors d’une ronde, Sigrid tombe sur un hublot alors qu’elle croyait que le sous-marin en était dépourvu. Tout près d’elle, une pièce étanche permet la sortie en mer. Sigrid vêtue d’un scaphandre décide d'enfreindre les règles et de sortir du sous-marin. À son retour, elle découvre que l’un des animaux (qui la toisaient de l’autre côté de la fenêtre) a lui aussi gagné le sas. Au contact de l’air, la créature se métamorphose pour prendre l’aspect d’un homme.

### Tome 2:La Fiancée du crapaud
Des monstres ont envahi la Terre. Ce sont des créatures de synthèse créées par des extraterrestres : inoffensives, elles sont employées et traitées comme des esclaves par les hommes. Dotées d’une force prodigieuse, ces chimères sont aussi très dociles et d’une politesse exquise. On les qualifie de « crapauds » (KRAPO) car certains de ces êtres sont si laids qu’ils en deviennent effrayants. Beaucoup d’humains en ont une peur panique et des masques spéciaux recouvrent ceux qui sont les plus hideux.
Sigrid et son ami Gus sont devenus contrôleurs de la laideur des monstres. Ils interviennent chaque fois qu’un crapaud particulièrement repoussant est détecté. Sigrid est pleine de sympathie pour ces êtres difformes, notamment pour les transformations qu'elle subit à la suite de ses aventures sur Almoha (elle se change en poisson au contact de l'eau). Elle tente donc de les défendre contre les mauvais traitements que leur infligent les humains.
Une nouvelle drogue dénommée « Phobos » a fait son apparition. Elle a un succès fou auprès des créatures de synthèse car elle leur fait enfin découvrir des émotions dont la plus forte est la peur. Conscientes de leurs difformités et honteuses, elles se mettent à fuir les hommes. Sigrid et Gus sont alors chargés de les rechercher afin de leur administrer un antidote pour qu’elles redeviennent des esclaves soumis. Les Terriens ne peuvent se permettre de perdre cette main-d’œuvre taillable et corvéable à merci. C’est alors que Gus est enlevé. Sigrid sera contrainte de cambrioler une banque pour payer la rançon qui est exigée pour la libération de son ami. Le trésor dont elle doit s’emparer se trouve dans les entrailles d’une monstrueuse créature protoplasmique.

### Tome 3:Le Grand Serpent
Sigrid souffre de graves dérèglements physiques et psychologiques à la suite de l'immersion prolongée dans les eaux de la planète Almoha : son corps se transforme de temps en temps en poisson au contact du moindre liquide. Le traitement médical destiné à l’empêcher de grandir fait fluctuer son âge entre douze et vingt ans. Elle présente tantôt l’aspect d’une adolescente, tantôt celui d’une jeune femme. Sa vie sentimentale en a pris un coup et son petit ami a décidé de rompre. 
Un médecin lui conseille de se rendre sur « la planète du Soleil Levant ». Son atmosphère possède des propriétés capables de remédier aux crises de métamorphoses. Colonisée par des explorateurs japonais, elle est presque entièrement recouverte d’un océan et les habitants vivent là comme au temps des samouraïs. Grâce à des bains prolongés, Sigrid guérit très rapidement. 
Se mêlant à la population locale, la jeune fille a conscience de vivre sur un monde en perdition: un dragon des mers attaque et dévore le socle des îles. Elles partent à la dérive emportant leurs habitants sur des radeaux de terre émiettés et tentent de survivre tant bien que mal. La résistance s’organise et des baleiniers sillonnent l’océan à la poursuite de la bête. Les harponneurs rêvent d’en découdre, mais le combat est à chaque fois inégal. L’animal ne fait qu’une bouchée des navires qui cherchent à le défier. Aucune arme ne semble l’atteindre, mais Sigrid engagée comme harponneuse est bien décidée à se mesurer au monstre.

### Tome 4:Les Mangeurs de murailles
Lors d’un voyage intergalactique, le vaisseau qui transporte Sigrid est victime d’une avarie. La jeune héroïne se retrouve dans une capsule de sauvetage qui la dépose sur la planète la plus proche. Des virus très dangereux y sont encore actifs et se déplacent dans l’atmosphère. Ils transmettent la fièvre éternueuse, une maladie mortelle qui disperse les os de celui qui en est atteint par de simples éternuements. Sigrid arrive à s’en protéger grâce à son casque et à sa combinaison étanches. Errant un peu au hasard, elle aperçoit une tour dans laquelle elle pense trouver refuge. Elle entre dans la ville-cube.
Il y a très longtemps, une guerre bactériologique a eu lieu sur cette planète. Quand tout fut terminé, des ingénieurs eurent l’idée de construire un immense abri sans aucune ouverture sur l’extérieur. Il est bâti comme un immeuble dont chaque appartement serait un petit pays. C’est une suite d’étages desservis par des centaines d’ascenseurs. Chacun des niveaux s’ouvre sur une salle qu’on appelle unité d’habitation. Chaque cellule est faite sur le même modèle: un rectangle de béton gris dépourvu d’ouvertures avec un plafond bleu et les quatre côtés de couleur verte. C’est une boîte hermétiquement close dont on n’a aucune chance de soulever le couvercle. Le même aménagement se répète au-dessus et en dessous. Le tout constitue une pile qui a la forme d’un cube parfait.
Le Directoire invisible et omniscient qui dirige la ville a décidé aussi qu’il était préférable que les hommes ne connaissent pas d’autre horizon que leur propre monde. Ainsi, il n’est pas question pour eux de porter un éventuel conflit chez leurs voisins ou d’envier leur contrée. Seuls les médecins peuvent librement circuler afin de procéder à des inspections. Ils sont surnommés les libres voyageurs. Pour éviter que les habitants ne soient tentés de se déplacer d'une unité d'habitation à l'autre, on leur greffe un implant qui leur interdit d’emprunter les cabines élévatrices. Au cas où l’envie viendrait à quelqu’un de les utiliser, le greffon réagirait à la différence de pression et l’aventurier serait automatiquement tué. 
Cependant cet équilibre est menacé: des termites géantes se sont mises à creuser des galeries dans tout le cube et les sociétés jadis isolées, peuvent maintenant communiquer entre elles. Certains commencent à emprunter les couloirs creusés par les insectes, et plus particulièrement ceux qu’on appelle les voleurs de fer : un groupe de criminels belliqueux condamnés à survivre au milieu d’objets en bois. Ils profitent des nouveaux chemins pour s’approprier tout ce qui est en métal et pouvoir fabriquer des armes.
Sigrid est retenue prisonnière dans la ville-cube. Un emploi lui est attribué : elle devient manœuvre dans un chantier de récupération. Toute la journée elle doit trier des robots dépareillés afin d’en récupérer d’éventuelles pièces de rechange. Elle connaîtra de nombreuses aventures et cherchera à s’évader de ce monde perdu.

## Personnages
Sigrid est l'héroïne de la série, celle dont nous suivons toutes les aventures. À l'âge de 10 ans, elle est recrutée comme enfant-soldat et envoyée sur Almoha, une planète recouverte d'eau pour une mission dont personne ne connait le but. 
Gus est le meilleur ami de Sigrid. Il la suit au cours des deux premières aventures. 
David est un garçon intelligent, responsable et ambitieux, ami de Gus et Sigrid. Présent uniquement dans le premier tome de la série. 
Zoid, personnage intrigant, ami des KRAPO. Il semble très attiré par Sigrid et propose d'ailleurs de lui venir en aide pour remplir la mission que lui a confiée Sara Firman. il apparaît notamment dans Sigrid les mondes perdus : la fiancée du crapaud.